# Dorheimer Streifling
Der Dorheimer Streifling ist eine sehr seltene Sorte des Kulturapfels, die ihren Ursprung in der Wetterau, genauer in Dorheim bei Friedberg in Hessen, hat. Diese Lokalsorte ist kulturelles Erbe der Region und zeichnet sich durch ihre besonderen Eigenschaften und ihre Geschichte aus.

## Geschichte
Der Dorheimer Streifling ist eine Wetterauer Lokalsorte und ist in Dorheim bei Friedberg seit Generationen beheimatet. Die erste Erwähnung des Apfels erfolgte 1949 durch H. Schmidt in der Zeitschrift Das Gartenjahr. Die Sorte galt als verschollen, bis 1995 die Gruppe des Naturschutzbunds Deutschland in Friedberg mittels Zeitungsanzeigen insgesamt acht verbliebene Altbäume aufspüren konnte. Das durchschnittliche Alter der Bäume wird auf 80 Jahre geschätzt. Wenn man von einem maximalen Alter von 80 bis 100 Jahren für optimal gepflegte Apfelbäume ausgeht, ist die Dringlichkeit des Auffinden und Vermehrens hier leicht nachvollziehbar. Mittlerweile sind auch Jungbäume des Dorheimer Streiflings in Baumschulen der Umgebung erhältlich. Die Sorte war „Hessische Lokalsorte 2009“ und ist Zeugnis der regionalen Obstbaukultur.

## Fruchtbeschreibung
Die Blüte des Dorheimer Streiflings ist mittelfrüh und dabei frosthart. Der druckfeste, duftende Apfel ist mittelgroß, kegelförmig und leicht gerippt sowie ungleichhälftig und stielbauchig. Er wiegt in etwa 100 bis 150 Gramm. Die flache Kelchgrube ist von schwachen Falten und Wülsten umgeben, der Kelch ist klein und geschlossen. Die filzigen Kelchblättchen sitzen dicht zusammengedrängt. Die Kelchhöhle ist klein und trichterförmig. Die grau-braune Stielgrube ist tief und eng, oft durch Wülste ungleichmäßig geformt, wenig bis gar nicht berostet. Der holzige Stiel ist mittellang. Die Schale ist glatt und trocken und wird während der Lagerung leicht fettig. Die Grundfarbe ist strohgelb mit lebhaften Streifen, teilweise roten Sprenkeln und hellen Lentizellen sowie leichtem Rost.
Das gelblich-weiße, fein duftende Fruchtfleisch ist fest, feinzellig, saftig und würzig mit einem ausgeglichenen Zucker-Säureverhältnis, ähnlich dem Gravensteiner. Die Gefäßbündellinien des Kernhauses sind zwiebelförmig, die Achsenhöhle ist offen, die Kernhauswände breit sichelförmig. Die Kernkammern sind weit und die fast schwarzbraunen Kerne darin gut ausgebildet, rundlich, eher klein.

## Anbau und Ernte
Der Dorheimer Streifling zeigt ein frosthartes Blühverhalten und ist für hohe und regelmäßige Erträge bekannt, die im Alter jedoch alternierend sein können. Die Äpfel sind von November bis April genussreif und besitzen ausgezeichnete Lagereigenschaften. Die Früchte lassen sich zu Mus, Saft oder Obstsalat verarbeiten und sind als Wirtschafts-, Most- und Tafelapfel-Sorte geschätzt. Eine Anfälligkeit gegenüber Krankheiten und Schädlingen ist bisher nicht bekannt.

## Kultivierung und Pflege
Der Baum wächst anfangs schwach und entwickelt später einen mittelstarken Wuchs. Er ist robust, anspruchslos und ertragreich, was ihn für alle Hausgärten oder Kulturböden in der Landwirtschaft geeignet macht. Der Dorheimer Streifling bevorzugt einen sonnigen bis halbschattigen Standort und ist für die Umveredelung älterer Bäume geeignet.

## Ökologische und kulturelle Bedeutung
Als Lokalsorte trägt der Dorheimer Streifling zur Erhaltung der genetischen Vielfalt und zur Förderung der lokalen Biodiversität bei. Die Sorte ist ein wichtiger Bestandteil des kulturellen Erbes der Wetterau und wird von der Bevölkerung aufgrund ihrer Regionalität und typischen Eigenschaften besonders geschätzt.

## Erhaltung
Naturschützer und Mitglieder des Pomologen-Vereins setzen sich für den Erhalt alter Obstsorten ein. Durch Kampagnen wie die „Hessische Lokalsorte des Jahres“ und die Zusammenarbeit mit heimischen Baumschulen werden Jungbäume der Sorte herangezogen und für Pflanzungen zur Verfügung gestellt. Der Erhalt des Dorheimer Streiflings ist ein wichtiges Anliegen des Naturschutzes und der Erhaltung der biologischen Vielfalt.